# 卡尔-古斯塔夫·罗斯贝
卡尔-古斯塔夫·罗斯贝（瑞典語：Carl-Gustaf Rossby，1898年12月28日—1957年8月19日），是瑞典及美國氣象學家，也是芝加哥气象学派的创始人，他首先以流體力學解釋大氣的大尺度運動。

## 生平簡介
1898年生于瑞典，分别于1918年和1925年在斯德哥尔摩大学分别获得理论力学学士和数学硕士学位。1919年，罗斯贝开始跟随威廉·皮耶克尼斯学习气象学和海洋学。 
1925年，羅斯貝從瑞典—美國基金會中獲得獎學金，“對美國天氣研究應用的極鋒理論”。在美國氣象局華盛頓特區，他對大氣湍流結合理論工作與建立第一個以氣象服務的民用航空。 
1928年在航空部的麻省理工学院成為副教授（MIT）建立了美国第一个气象系，并一直任教到1939年。1931年他也在伍茲霍爾海洋研究所成為了一個研究員。他的興趣在這段時間範圍超過大氣熱力學、海洋與大氣的混合和湍流之間的相互作用。
1938年，他成為美國公民，並於1939年，在美國氣象局擔任研究助理署長。1940年在芝加哥大學，他在氣象部門擔任主席，他把注意力轉向了大規模的大氣運動，发现了罗斯贝波，以及大气高空急流与之的关联。 
1941年至1947年任教芝加哥大學，并创立了芝加哥学派。在第二次世界大戰結束後，他拜訪了一位在柏林的老朋友——漢斯·厄特爾教授。
1947年至1957年，回到瑞典斯德哥尔摩大学建立斯德哥尔摩气象研究所。
1954年至1958年，在斯德哥爾摩，他倡導和發展大氣化學领域。因他在氣象學的貢獻，1956年12月17日被時代雜誌報導，其肖像登上了雜誌的封面。

## 延伸閱讀
- Byers (1960). "Carl-Gustaf Rossby" （页面存档备份，存于）. Biographical Memoirs. National Academy of Sciences.